# Holophagus
Holophagus is een geslacht van uitgestorven coelacanthe vissen behorend tot Latimeriidae. De typesoort Holophagus gulo is bekend uit de tweede mariene Lias-groep uit het Jura van Engeland. Een soortgelijke vorm, aangeduid als cf. Holophagus, is gemeld vanaf de Las Hoyas-vindplaats uit het Vroeg-Krijt van Spanje.
Er zijn twee soorten: Holophagus gulo, gebaseerd op holotype GSM 28832, een skelet gevonden bij Lyme Regis en Holophagus picenus.
De soort Holophagus penicillata/penicillatus uit het Laat-Jura van Europa is nu toegewezen aan het geslacht Undina. De soort Holophagus picenus uit het Midden-Trias van Europa is door sommige auteurs ook aan Undina toegewezen. Ten minste enkele exemplaren die zijn toegewezen aan het geslacht uit het Laat-Jura van Duitsland behoren eigenlijk tot het geslacht Libys. De soort Holophagus leridae uit de vindplaats El Montesec uit het Vroeg-Krijt van Spanje, met andere overblijfselen uit de vindplaats Las Hoyas, ook uit het Vroeg-Krijt van Spanje, behoren waarschijnlijk niet tot het geslacht, maar moeten elders nog worden toegewezen.